# Huaxi (dorp)
Huaxi is een dorp ten oosten van de stad Jiangyin in de Chinese provincie Jiangsu. Huaxi heeft ongeveer 2.000 inwoners. Daarnaast wonen er 20.000 migranten en 30.000 mensen in naburige dorpen.
Huaxi noemt zichzelf een socialistisch modeldorp. Het is met een gemiddeld inkomen van 100.000 euro het rijkste Chinese dorp. Wu Renbao, de voormalig secretaris van het dorpscomité van de communistische partij, ontwikkelde het plan om het arme dorp in een rijke gemeenschap te veranderen.
Het dorp heeft een multi-sectorindustriebedrijf dat aan de Chinese beurs genoteerd staat. Dit bedrijf heeft vliegtuigen gekocht en is van plan schepen te kopen.
In 2008 begon in het dorp de constructie van een wolkenkrabber voor gemengd gebruik. Het 328 m hoog bouwwerk met 74 verdiepingen en een glazen uitkijkkoepel op de bovenste verdieping opende zijn deuren op 12 oktober 2011. In het torengebouw is onder meer het Longxi International Hotel gehuisvest.

## Galerij

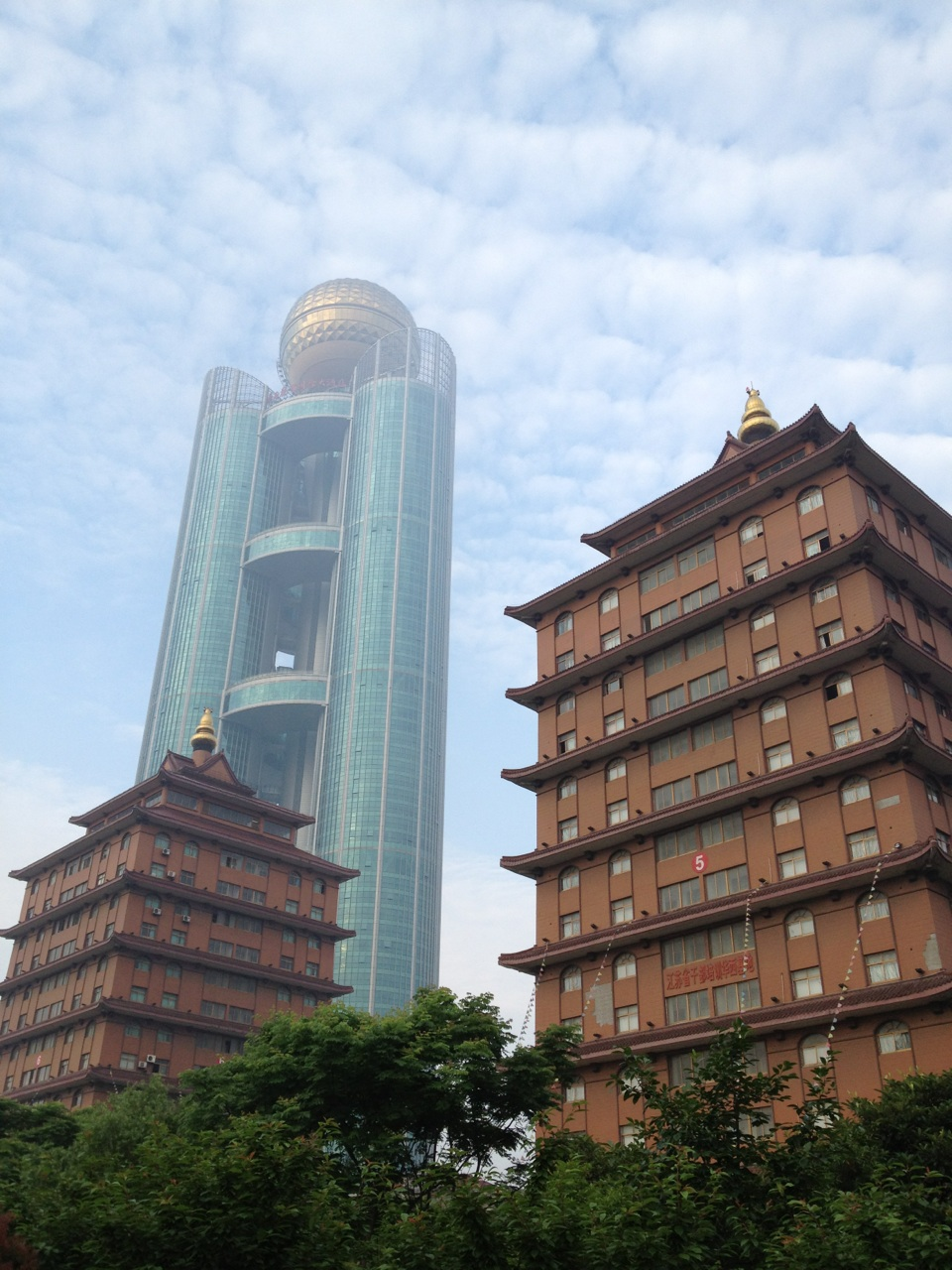
Hangende dorp van Huaxi, met op de achtergrond het Longxi International Hotel
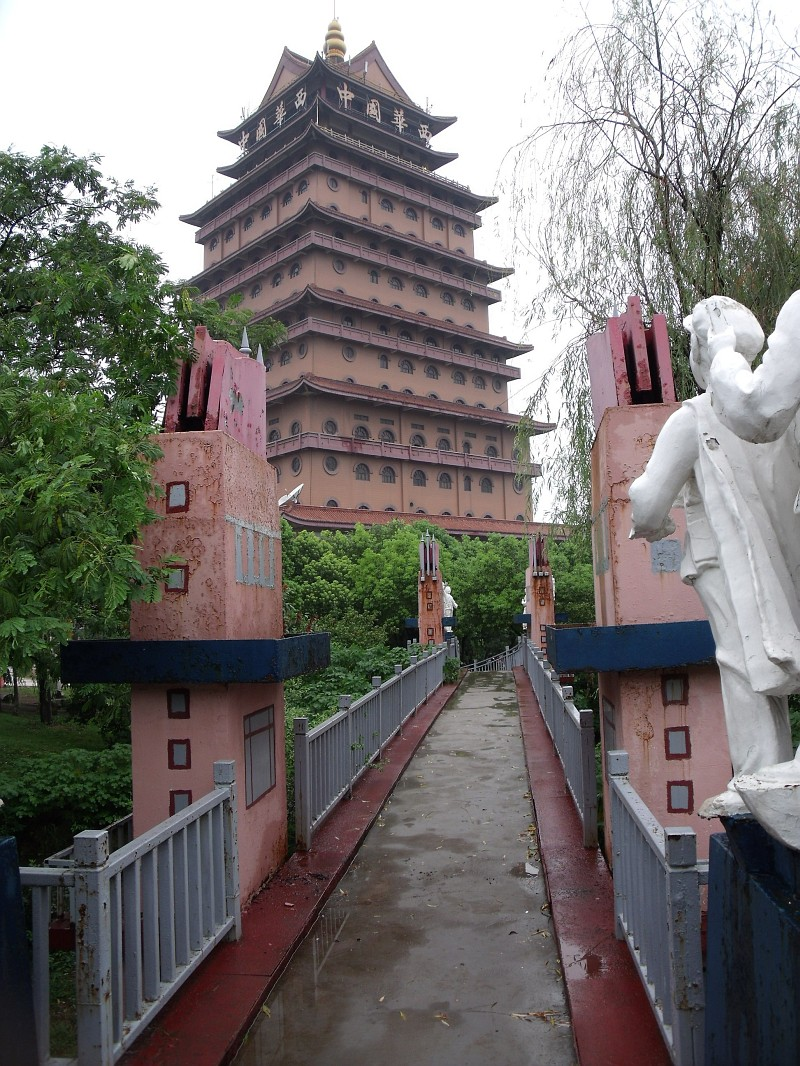
Traditionele woontoren in Huaxi
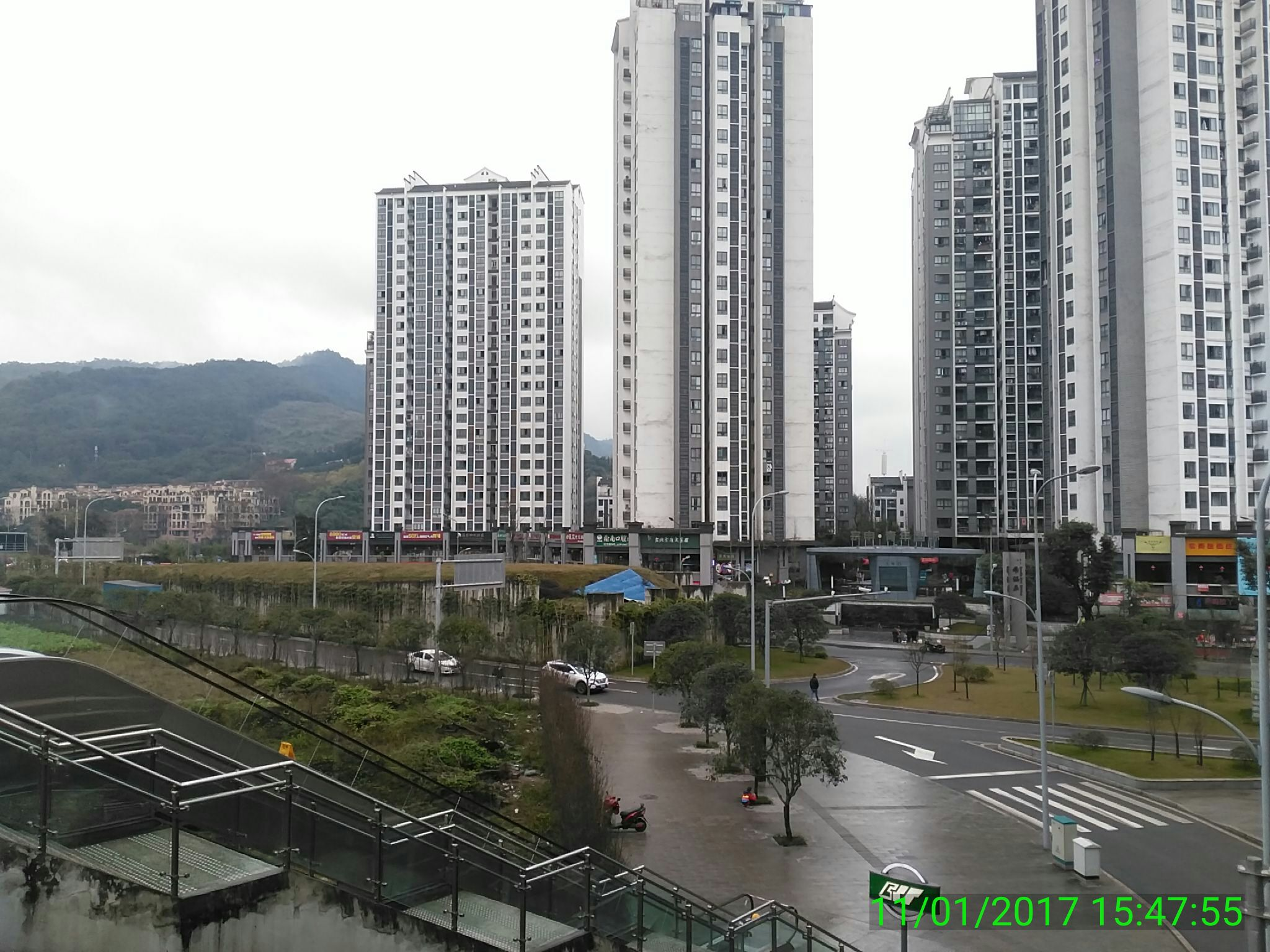
Zicht op de dorpsvernieuwing, aan het station van het dorp